# (2704) Julian Loewe
(2704) Julian Loewe es un asteroide perteneciente al cinturón de asteroides descubierto el 25 de junio de 1979 por Eleanor Francis Helin y Schelte John Bus desde el Observatorio de Siding Spring, cerca de Coonabarabran, Australia.

## Designación y nombre
Julian Loewe recibió al principio la designación de 1979 MR4.
Más adelante se nombró en honor del astrónomo estadounidense Julian Loewe.

## Características orbitales
Julian Loewe orbita a una distancia media del Sol de 2,385 ua, pudiendo alejarse hasta 2,615 ua y acercarse hasta 2,154 ua. Su inclinación orbital es 4,518 grados y la excentricidad 0,09662. Emplea en completar una órbita alrededor del Sol 1345 días.

## Características físicas
La magnitud absoluta de Julian Loewe es 12,7 y el periodo de rotación de 2,091 horas. Está asignado al tipo espectral V de la clasificación SMASSII.